# Gautier le Chancelier
Gautier le Chancelier (en latin : Gualter(i)us Cancellarius ; fl. 1114-1122) est un chroniqueur et chevalier franc ou normand qui devint en Orient le chancelier de Roger de Salerne, régent de la Principauté d'Antioche. Il est surtout connu pour être l'auteur d'un récit des guerres menées par les chrétiens d'Antioche intitulé Bella Antiochena.

## Biographie
On ne sait presque rien de la vie de Gautier. Jacques Bongars le suppose Français, d'après les nombreux gallicismes qu'on trouve dans son latin. Selon Auguste Molinier, Gautier était originaire d'Italie méridionale, à l'époque sous domination normande. Gautier pourrait être dans ce cas un Normand d'Italie. La date de son arrivée en Terre sainte est incertaine.
Entre 1112 et 1114, il devient le chancelier du prince-régent d'Antioche Roger de Salerne, d'origine normande et membre de la Maison de Hauteville qui depuis la fin du XIe siècle, domine le sud de l'Italie, la Sicile, Malte et la principauté d'Antioche.
En 1119, Gautier est présent à la bataille du Champ du Sang près de Harim en actuelle Syrie où Roger est battu et tué par les Turcs commandés par Il Ghazi ; Gautier est capturé et emprisonné à Alep. Il sera libéré mais restera marqué psychologiquement par les conditions difficiles de sa détention et par les tourments de toute espèce que les Turcs infligeaient aux prisonniers ; il en fera lui-même l'aveu par forme d'excuse pour se justifier sur les défauts qu'on pourrait trouver dans son ouvrage (Pro capacitate ingenii nostri vi carceris hebetati).

## Bella Antiochena
Divisé en deux parties, Bella Antiochena (« Guerres antiochiennes » ou « Guerres d'Antioche ») est un ouvrage qui relate la guerre que les Chrétiens de la principauté d'Antioche eurent à soutenir contre les Turcs. Dans la première partie, Gautier rapporte notamment le tremblement de terre qui détruisit Antioche en novembre 1114, et la grande victoire remportée par le prince-régent sur les musulmans à la bataille de Sarmin (en), en septembre 1115 ; la seconde partie a pour objet les malheurs de Roger, battu et tué en juin 1119 à la bataille du Champ du Sang, et la mort en novembre 1122 de son « bourreau », le chef turc Il Ghazi, dont un portrait très négatif est dressé : cruel, pillard, ivrogne et démoniaque, antihéros ou plutôt héros des forces du Mal, et finalement cible de l'ire de Dieu, qui venge ainsi ses soldats tombés lors de la bataille du Champ du Sang.